# Metal Hero
Metal Hero (メタルヒーロー Metaru Hīrō?) es una franquicia televisiva del género tokusatsu y subgénero Henshin Hero, una de las tres principales producida por Toei Company en la televisión japonesa junto con Super Sentai Series y Kamen Rider, con las que a veces ha protagonizado crossovers. Sus protagonistas suelen ser personas que se transforman en androides, o bien cyborgs, o personas que adquieren armadura, según la temporada. Algunas de las temporadas, a su vez, se clasifican en subseries compuestas cada una de varias temporadas que desarrollan una historia o una temática. La franquicia consta de 17 temporadas. La primera de las temporadas se estrenó en 1982 y la última hasta la fecha concluyó en 1999.

## Temporadas
| #  | Título                   | Título en japonés       | Título en Hepburn         | Título en español                         | Año       | Subfranquicia     |
| -- | ------------------------ | ----------------------- | ------------------------- | ----------------------------------------- | --------- | ----------------- |
| 1  | Uchū Keiji Gavan         | 宇宙刑事ギャバン        | Uchū Keiji Gyaban         | Sheriff espacial Gavan                    | 1982-1983 | Uchū Keiji Series |
| 2  | Uchū Keiji Sharivan      | 宇宙刑事シャリバン      | Uchū Keiji Shariban       | Sheriff espacial Sharivan                 | 1983-1984 | Uchū Keiji Series |
| 3  | Uchū Keiji Shaider       | 宇宙刑事シャイダー      | Uchū Keiji Shaidā         | Sheriff espacial Shaider                  | 1984-1985 | Uchū Keiji Series |
| 4  | Kyōju Tokusō Juspion     | 巨獣特捜ジャスピオン    | Kyojū Tokusō Jasupion     | Investigador especial megabestia Juspion  | 1985-1986 | Uchū Keiji Series |
| 5  | Jikū Senshi Spielvan     | 時空戦士スピルバン      | Jikū Senshi Supiruban     | Guerrero dimensional Spielvan             | 1986-1987 | Uchū Keiji Series |
| 6  | Chōjinki Metalder        | 超人機メタルダー        | Chōjinki Metarudā         | Máquina sobrehumana Metalder              | 1987-1988 | Uchū Keiji Series |
| 7  | Sekai Ninja Sen Jiraiya  | 世界忍者戦ジライヤ      | Sekai Ninja Sen Jiraiya   | Guerrero mundial ninja Jiraiya            | 1988-1989 | Uchū Keiji Series |
| 8  | Kidō Keiji Jiban         | 機動刑事ジバン          | Kidō Keiji Jiban          | Policía móvil Jiban                       | 1989-1990 | Rescue Police     |
| 9  | Tokkei Winspector        | 特警ウインスペクター    | Tokkei Uinsupekutā        | Policía especial de rescate Winspector    | 1990-1991 | Rescue Police     |
| 10 | Tokkyu Shirei Solbrain   | 特救指令ソルブレイン    | Tokkyū Shirei Soruburein  | Comando especial de rescate Solbrain      | 1991-1992 | Rescue Police     |
| 11 | Tokusō Exceedraft        | 特捜エクシードラフト    | Tokusō Ekushīdorafuto     | Rescate especial Exceedraft               | 1992-1993 | Rescue Police     |
| 12 | Tokusō Robo Janperson    | 特捜ロボ ジャンパーソン | Tokusou Robo Janpāson     | Robot de investigación especial Janperson | 1993-1994 | Rescue Police     |
| 13 | Blue Swat                | ブルースワット          | Burū Suwatto              | SWAT azul                                 | 1994-1995 | Rescue Police     |
| 14 | Jūkō B-Fighter           | 重甲ビーファイター      | Jūkō Bī Faitā             | Blindado B-Fighter                        | 1995-1996 | B-Fighter         |
| 15 | B-Fighter Kabuto         | ビーファイターカブト    | Bī Faitā Kabuto           | B-Fighter Kabuto                          | 1996-1997 | B-Fighter         |
| 16 | B-Robo Kabutack          | ビーロボカブタック      | Bī Robo Kabutakku         | B-Robo Kabutack                           | 1997-1998 | Kabutack          |
| 17 | Tetsuwan Tantei Robotack | テツワン探偵ロボタック  | Tetsuwan Tantei Robotakku | Detective de carcasa de acero Robotack    | 1998-1999 | Kabutack          |

## Emisiones internacionales

### Filipinas
En Filipinas, donde se emitieron varias temporadas dobladas en idiomas locales, Toei autorizó Zaido: Pulis Pangkalawakan como secuela de Shaider, con personajes descendientes de los de la serie original. Toei después paralizó la producción, autorizando en su lugar un spin-off de la serie ambientado 20 años después del final de Shaider.

### Sudamérica
En Brasil se dobló al portugués y emitir las 10 primeras series de la franquicia. En 1988 la primera en emitirse fue Kyōju Tokusō Juspion con el nombre de Jaspion por Rede Manchete, el mismo canal que emitió posteriormente Jiraiya en 1989, Jiban en 1990, Spielban (nombrado Jaspion 2) en 1991, Winspector en 1994 y Solbrain in 1995. Metalder y Sharivan se emitieron en 1990 por TV Bandeirantes. Sheider y Gavan en 1991 por Rede Globo y TV Gazeta respectivamente. Tres de las diez series Jaspion, Jiraiya y Jiban luego se lanzaron en DVD.
Para los países de habla española del continente el doblaje de Jiban se realizó en Venezuela, siendo trasmitido por Radio Caracas Televisión (Canal 2) con el nombre de Power Man. En el Perú se emitió por primera vez en el año 1991 en horario nocturno hasta principios de 1992 por Panamericana Televisión (Canal 5), para luego retransmitirse en 1993 y posteriormente en 1995 por Frecuencia Latina (Canal 2). En Ecuador se transmitió dos veces en los años 1993 y 2000 por Ecuavisa (Canal 8). En Bolivia por ATB (Canal 9), en Chile por Telecadena 7 y en Uruguay por Saeta TV (Canal 10). Jiban fue la única serie doblada al español de la saga Metal Hero que se emitió en el continente.

## Adaptaciones internacionales

### Estados Unidos
Durante los años 1990, Saban adaptó la franquicia Metal Hero al público occidental. Mezcló escenas de Metalder, Spielvan y Shaider para crear VR Troopers (1994-1996), y después usó metraje de las dos series B-Fighter para crear Big Bad Beetleborgs. Ambas series duraron dos temporadas.